# Pīr-e Gāvgol
Pīr-e Gāvgol (persiska: پَرگاوگُل, پَركاگُل, پیر گاوگل, Pargāvgol) är en ort i Iran.   Den ligger i provinsen Zanjan, i den nordvästra delen av landet, 240 km väster om huvudstaden Teheran. Pīr-e Gāvgol ligger 1 736 meter över havet och antalet invånare är 203.
Terrängen runt Pīr-e Gāvgol är platt åt nordväst, men åt sydost är den kuperad.Runt Pīr-e Gāvgol är det ganska tätbefolkat, med 100 invånare per kvadratkilometer. Närmaste större samhälle är Qūsheh Kand, 10,0 km nordväst om Pīr-e Gāvgol. Trakten runt Pīr-e Gāvgol består i huvudsak av gräsmarker.